# Полуднівка
Полу́днівка — село в Україні, у Черкаському районі Черкаської області, підпорядковане Чигиринській міській громаді. Розташоване за 26 км від центру громади — міста Чигирина. Населення — 30 чоловік (2023).
На півночі село сусідить з селом Івківцями, на сході з селом Новоселицею, на північному сході з селом Чмирівкою, на півдні з селищем Скаржинкою і на заході з селом Головківкою.
Поблизу Полуднівки знайдено поселення доби неоліту, поселення, городище та кургани періоду середньої бронзи.

## Історія
За переказами, Полуднівка заснована у 18 столітті, коли села за Тясмином за наказом цариці Катерини ІІ були сплюндровані як осередки розбійників, а знедолені мешканці знайшли пристанище в глухій місцевості на південь (полудень — звідси й назва) від колишніх поселень.
Полуднівка славилася гончарством, матеріал зі своїх поселень поставляла на будівництво монастирів.
У довоєнному селі працювало кілька «куткових» шкіл, щомісяця у сільському клубі йшли прем'єри п'єс українських класиків. Місцевий колгосп називався «1 Травня».
У німецько-радянській війні загинуло 135 мешканців села.
У післявоєнні роки селяни збудували нові приміщення молочної ферми, мали колективну птахоферму, на силових землях заклали сад. Жіночий ансамбль, до складу якого входили доярки та полільниці, успішно виступав на сценах Сміли, Кам'янки, Черкас.
Наприкінці 1950-х років село було включене до Новоселицької сільської ради і стало бригадним.

## Сучасність

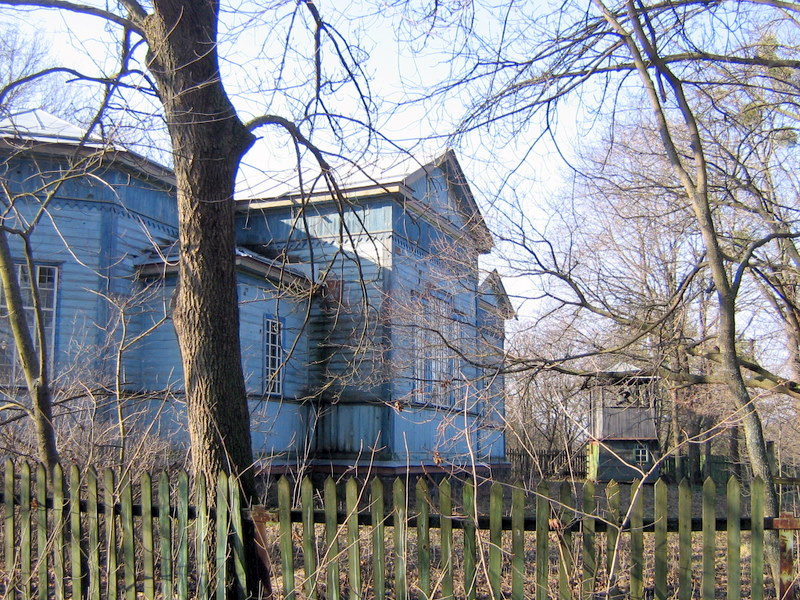
Дерев'яна церква

Нині в Полуднівці працює магазин, поштове відділення, фельдшерсько-акушерський пункт. Збереглася пам'ятка архітектури — дерев'яна церква, збудована 1864 року. Автобусне сполучення з райцентром відсутнє.